# Jacob VanCompernolle
Jacob Leon VanCompernolle (* 2. August 1993 in Dallas, Texas) ist ein US-amerikanischer Fußballspieler auf der Position eines Abwehrspielers. Derzeit ist er ohne Klub.

## Karriere

### Karrierebeginn
Jacob VanCompernolle wurde am 2. August 1993 als Sohn von Mary und Paul VanCompernolle in der Millionenstadt Dallas im US-Bundesstaat Texas geboren und wuchs hier bzw. im Umkreis der Stadt auf. Im fortgeschritteneren Alter besuchte er ab 2008 die R. L. Turner High School in Carrollton, einem nördlichen Vorort von Dallas, und war hier ebenfalls in der schuleigenen Fußballmannschaft aktiv. In der High-School-Mannschaft kam er unter Trainer Marshall Huston bereits ab seinem Freshman-Jahr als Stammspieler zu seinen Einsätzen. In allen vier Spielzeiten wurde er aufgrund seiner Leistungen ins All-District-First-Team gewählt und verhalf den Turner Lions, so der Name der Sportabteilung, zu den District-18-AAAA-Meistertiteln in den Jahren 2009 und 2011 (seinem Sophomore- und Senior-Jahr). In seinem abschließenden Senior-Jahr 2011 wurde er außerdem noch individuell geehrt, so unter anderem als Dallas-Morning-News-All-Area-Spieler, sowie als District-MVP. Bereits ab seinem zweiten Jahr im Team trat er als deren Mannschaftskapitän in Erscheinung und war in dieser Position bis zu seinem Schulabschluss im Einsatz. Parallel zu seiner High-School-Laufbahn kam er zwischen 2008 und 2011 auch für den Jugendausbildungsverein Dallas Texans Soccer Club zum Einsatz. Mit dessen U-14-Mannschaft nahm er 2008 als Kapitän an den Finalspielen des Helsinki Cup, dem Gothia Cup und Manchester United Premier Cup, wo die Mannschaft bis ins Viertelfinale kam, teil. 2009 schaffte er es mit der U-16-Mannschaft bis ins Halbfinale des Gothia Cup und nahm am Copenhagen Tivoli Cup teil. 2010/11 trat er für das U-18-U.S.-Soccer-Development-Academy-Team in Erscheinung, mit der er über die gesamte Saison hinweg ungeschlagen blieb und diese Spielzeit auf dem landesweiten dritten Platz abschloss. In seinem letzten Jahr 2011 spielte er mit seiner Mannschaft in der Dallas Cup Super Group, einem weiteren bedeutenden internationalen Nachwuchsturnier.

### Wechsel an die UNC Wilmington
Mit dem Studienjahr 2011 folgte VanCompernolles Wechsel an die University of North Carolina at Wilmington in Wilmington im US-Bundesstaat North Carolina, wo er neben seinem Studium auch in der Herrenfußballmannschaft der Sportabteilung UNC Wilmington Seahawks aktiv war. Bereits in seinem ersten Jahr unter dem ehemaligen Profi Aidan Heaney agierte VanCompernolle, wie er es aus High-School-Zeiten gewohnt war, als Stammspieler in der Abwehrreihe. So kam er noch in seinem Freshman-Jahr in 16 seiner 18 Meisterschaftseinsätze von Beginn an zum Einsatz und steuerte in diesem Jahr zwei Tore und ebenso viele Torvorlagen bei. Eine individuelle Ehrung in diesem Jahr war unter anderem die Wahl zum CAA-Rookie-of-the-Week in der KW 37 bzw. die Verleihung des Johnny-Miller-Memorial-Award. In seinem Sophomore-Jahr 2012 startete er in allen seiner 19 Meisterschaftseinsätze von Beginn an; dabei gelangen ihm drei Treffer. Zu weiteren Ehrungen kam der 1,80 m große Abwehrspieler vor allem ab seinem Junior-Jahr 2013, als er unter anderem ins All-CAA-First-Team oder ins All-NCCSIA-First-Team gewählt wurde und zudem beim Turnier Wolstein Soccer Classic geehrt wurde. In allen seinen 17 Spielen war er ein Starter und verpasste lediglich 19 Einsatzminuten in diesem Spieljahr, in dem er auch noch ein Tore und drei Assists beisteuerte.
Vor allem sein Senior-Jahr 2014, in dem er in allen 20 seiner Einsätze von Beginn an startete und zwei Tore erzielte, sowie weitere vier für seine Teamkameraden vorbereitete, war von individuellen Erfolgen geprägt. Mit der Mannschaft schaffte er es bei der NCAA Division I Men’s Soccer Championship 2014 bis in die zweite Runde, nachdem man im Erstrundenspiel die Bucknell University besiegt hatte. In Runde zwei schied die Mannschaft allerdings mit 1:3 gegen das Team der University of Virginia vom laufenden Turnier aus. VanCompernolle wurde in diesem Jahr erneut ins All-CAA-First-Team und ins All-NCCSIA-First-Team gewählt und zudem als CAA-Defensive-Player-of-the-Year ausgezeichnet. Weitere wesentliche Ehrungen waren die Wahlen in die NSCAA-Scholar-All-America-Auswahl, in die Capital-One-Acedmic-All-District-Auswahl, sowie ins NSCAA-Midwest-All-Region-First-Team. In all seinen vier Studienjahren war er ein Letterman und wurde von TopDrawerSoccer.com zu den landesweit 100 besten Spieler des Jahres (Postseason) gewählt. Neben seiner College-Karriere kam VanCompernolle während der spielfreien Zeit an der Universität auch im nordamerikanischen Amateurfußball zum Einsatz und absolvierte unter anderem im Jahre 2013 14 Meisterschaftsspiele für Ottawa Fury in der USL PDL, sowie weitere zehn Ligaspiele für GPS Portland Phoenix im darauffolgenden Jahr in derselben Liga. Den Kanadiern verhalf er im Jahre 2013 zum Meistertitel in der USL-PDL-Northeast-Division.

### Start in den Profifußball
Nach erfolglosen Probetrainings bei den beiden Major-League-Soccer-Franchises New England Revolution und Colorado Rapids führte VanCompernolles Weg nach Oklahoma City, wo er von Oklahoma City Energy mit 11. Februar 2015 unter Vertrag genommen wurde. Sein Pflichtspieldebüt im Profifußball absolvierte er daraufhin am 29. März 2015 bei einem 1:1-Auswärtsremis gegen die Tulsa Roughnecks, als er von Beginn an und über die volle Spieldauer am Rasen war. In weiterer Folge agierte er unter Trainer Jimmy Nielsen ausschließlich als Stammkraft in der Abwehrreihe, wobei er es bis zum Saisonende auf 23 Meisterschaftseinsätze gebracht hatte und – für einen Abwehrspieler wenig – nur eine einzige Gelbe Karte bekam. Das Spieljahr 2015 schloss er mit dem Team in der regulären Spielzeit auf dem zweiten Platz der Western Conference ab – punktegleich mit dem Erstplatzierten, dem Orange County Blues FC. Dadurch war die Mannschaft für die anschließenden Conference Semifinals qualifiziert, in denen sie erst im Elfmeterschießen den Einzug in die Conference Finals schaffte. Dort unterlag das vom ehemaligen dänischen Juniorennationalspieler trainierte Team schließlich knapp mit 1:2 gegen LA Galaxy II und schaffte somit nicht den Einzug ins saisonabschließende Finalspiel um den Meistertitel. Noch vor Beginn des Spieljahres 2016 wechselte VanCompernolle zu einem der fünf neuen Franchises der Liga, den in Kansas City, Missouri, angesiedelten Swope Park Rangers. Beim zweiten Profiteam von Sporting Kansas City, das von ebendiesem als Farm- und Entwicklungsteam genutzt wird, kam er daraufhin bis Mitte Juni 2016 ebenfalls als Stammspieler zum Einsatz. Gleich zu Saisonbeginn konnte er durch seine Defensivarbeit überzeugen, weshalb er bereits in der zweiten Spielwoche ins USL Team of the Week gewählt wurde. Daraufhin wechselte er Ende Juni 2016 auf Leihbasis zurück zu seinem ehemaligen Franchise nach Oklahoma City, wo er fortan erneut als Stammkraft unter Nielsen agierte.